# Uno Larsson
Karl Uno Einar Larsson, född 27 september 1893 i Maria Magdalena församling i Stockholm, död 11 maj 1961 i Högalids församling i Stockholm, var en svensk fotograf och statistskådespelare.

## Biografi
Uno Larsson var son till järnarbetaren Carl Gustaf Larsson och Kristina, ogift Ersdotter. I unga år var han en tid biografmaskinist men verkade sedan som fotograf under flera decennier.
Larsson hade roller i filmerna Stormfågeln (1914), Bara en mor (1949), Drömsemester (1952), Sommaren med Monika (1953) och Äventyr med gammal bil (1958) men hans insats inom filmen var framförallt som statist. Sammanlagt medverkade han i omkring hundra filmer. Han medverkade också i sex pjäser på Dramaten mellan 1955 och 1960.
Larsson gifte sig 1928 med Karin Matilda Elisabet Tun (1898–1938), dotter till Karl Johan Tun och Hilma Elisabet, ogift Pettersson, och 1941 med Jenny Margareta Sjögren (1908–1994), dotter till ingenjören Otto Wilhelm Sjögren och Jenny Anna Axelina, ogift Karlsson. En son i andra äktenskapet är Carl-Uno Larsson.
Han är begravd på Skogskyrkogården i Stockholm.

## Filmografi
- 1914 – Stormfågeln
- 1925 – Karl XII del II
- 1931 – En natt
- 1936 – Bombi Bitt och jag
- 1938 – På kryss med Albertina
- 1939 – Vi på Solgläntan
- 1939 – Kalle på Spången
- 1939 – Kadettkamrater
- 1939 – Adolf i eld och lågor
- 1940 – Vi Masthuggspojkar
- 1940 – Den blomstertid
- 1940 – Romans
- 1940 – Karusellen går
- 1941 – Uppåt igen
- 1941 – Springpojkar är vi allihopa
- 1941 – Hem från Babylon
- 1941 – Lasse-Maja
- 1941 – Göranssons pojke
- 1942 – I gult och blått
- 1942 – Sexlingar
- 1942 – Fallet Ingegerd Bremssen
- 1942 – Ungdom i bojor
- 1942 – En sjöman i frack
- 1943 – Tåg 56
- 1943 – Stora skrällen
- 1943 – Som du vill ha mej
- 1943 – Ordet
- 1943 – Natt i hamn
- 1943 – I brist på bevis
- 1943 – Hans Majestäts rival
- 1943 – Brödernas kvinna
- 1943 – Anna Lans
- 1943 – Aktören
- 1944 – Släkten är bäst
- 1944 – Räkna de lyckliga stunderna blott
- 1944 – Den osynliga muren
- 1944 – Excellensen
- 1944 – Kungajakt
- 1944 – Flickan och Djävulen
- 1944 – När seklet var ungt
- 1945 – I som här inträden
- 1945 – Gomorron Bill!
- 1945 – Galgmannen
- 1945 – Barnen från Frostmofjället
- 1946 – Eviga länkar
- 1946 – Pengar - en tragikomisk saga
- 1946 – Hotell Kåkbrinken
- 1946 – Djurgårdskvällar
- 1946 – Barbacka
- 1946 – Ödemarksprästen
- 1947 – Två kvinnor
- 1947 – Skepp till India land
- 1947 – Folket i Simlångsdalen
- 1947 – Stackars lilla Sven
- 1947 – Pappa sökes
- 1948 – Vart hjärta har sin saga
- 1948 – Var sin väg
- 1948 – Janne Vängmans bravader
- 1948 – Lappblod
- 1948 – Loffe som miljonär
- 1949 – Människors rike
- 1949 – Pappa Bom
- 1949 – Bara en mor
- 1949 – Gatan
- 1949 – Svenske ryttaren
- 1949 – Greven från gränden
- 1949 – Havets son
- 1949 – Boman får snurren
- 1949 – Kronblom kommer till stan
- 1949 – Människors rike
- 1950 – Regementets ros
- 1951 – Varning för staden
- 1951 – Sköna Helena
- 1952 – Flyg-Bom
- 1952 – Janne Vängman i farten
- 1952 – Drömsemester
- 1952 – Adolf i toppform
- 1953 – Sommaren med Monika
- 1953 – Ingen mans kvinna
- 1953 – Vi tre debutera
- 1953 – Göingehövdingen
- 1953 – Vägen till Klockrike
- 1954 – Seger i mörker
- 1954 – I rök och dans
- 1954 – Herr Arnes penningar
- 1955 – Ute blåser sommarvind
- 1955 – Stampen
- 1956 – Ratataa
- 1956 – Den hårda leken
- 1956 – Krut och kärlek
- 1956 – Fjärilen och ljuslågan
- 1956 – Litet bo
- 1957 – Räkna med bråk
- 1957 – Det sjunde inseglet
- 1957 – Möten i skymningen
- 1958 – Laila
- 1958 – Jazzgossen
- 1958 – Sagan om Larsson
- 1958 – Äventyr med gammal bil
- 1960 – Domaren